# Crkva sv. Duha u Šibeniku
U staroj jezgri Šibenika, na Trgu Dinka Zavorovića, čuvenog šibenskog povjesničara, smještena je crkva Svetog Duha. Crkva se nalazi na mjestu gdje se ranije nalazila starija crkva (možda romanička), koja je stradala u velikom požaru koji je 1458. uništio veliki broj objekata u gradu. Balustrada (stubište) koja se nalazi uz zapadnu stranu crkve obnovljena je već u 15.st., a njeni kameni stupići oblikovani su u gotičkom stilu. Opsežnija obnova crkve započinje krajem 16. st. prema nacrtima koje je izradio domaći majstor Antun Nogulović. Iako je crkva obnovljena početkom 17.st., dakle u razdoblju baroka, njeno lijepo oblikovano pročelje s polukružnim zabatom oslanja se na renesansna rješenja poput onoga, talijanskog graditelja, Pietra Lombarda kod gradnje crkve "Santa Maria dei Miracoli" u Veneciji. Polukružni zabat, na kojem se ističe okrugla rozeta, ima čisto dekorativnu funkciju, a donji dio pročelja raščlanjen je s četiri pravokutna prozora. Pročelje završava s baroknim zvonikom "na preslicu". Ova je crkva, poglavito pročelje, obnovljena 1996. i 1997. g., kao i mali trg ispred nje.

## Vanjske poveznice
|  | Zajednički poslužitelj ima još gradiva o temi Crkva sv. Duha u Šibeniku |